# Isidor Popper

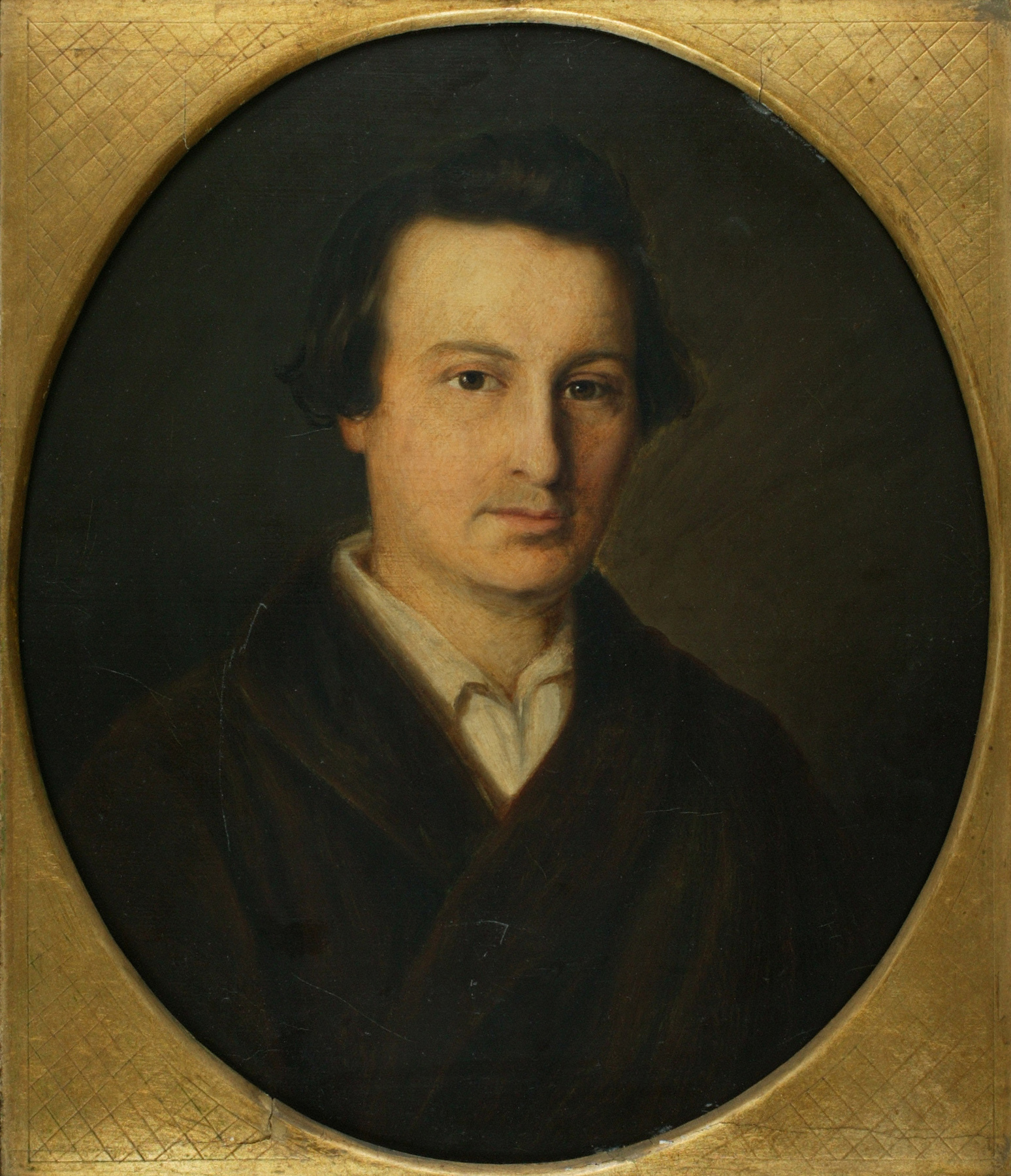
Heinrich Heine, porträtt av Isidor Popper.

Isidor Popper, född den 10 januari 1816 i Hildesheim, död den 7 mars 1884 i Hamburg, var en tysk
litograf, porträttmålare och karikatyrtecknare.